# Афанасий V (патриарх Константинопольский)
Патриарх Афана́сий V (греч. Αθανάσιος Ε΄) — епископ Константинопольской православной церкви, церковный композитор. Патриарх Константинопольский в 1709—1711 годах.

## Биография
Будущий патриарх Афанасий V родился на Крите. Учился в Германии, в городе Галле.
В 1653 году посетил московское государство, где упомянут в богомольном походе в Троице-Сергиев монастырь.
Около 1687 года избран митрополитом Великотырновским.
В 1692 году назначен митрополитом Адрианопольским.
В 1709 году, после свержения патриарха Киприана с престола и ссылки на Афон, Священный Синод избрал на его место митрополита Кизикского Кирилла. Однако, великий визирь Чорлулу Дамат Али-паша потребовал отменить это решение и избрать патриархом митрополита Адрианопольского Афанасия, что и было сделано.
Во время его патриаршества подозревался в прокатолических взглядах.
4 декабря 1711 года Афанасий V был низложен, а митрополит Кизикский Кирилл был восстановлен на престоле.
Умер в монастыре города Яссы.

## Личность
Афанасий V имел прекрасное образование. Кроме греческого, владел латинским и арабским языками. Он серьёзно занимался изучением церковной музыки, оставив множество трудов и музыкальных сочинений, в том числе Херувимские песни и полихронизмы.